# Ligota (gmina w województwie katowickim)
Ligota (1945–54 gmina Zabrzeg) – dawna gmina wiejska istniejąca w latach 1973–1977 w woj. katowickim dużym i woj. katowickim małym (dzisiejsze woj. śląskie). Siedzibą władz gminy była Ligota.

## Gmina jednostkowa Ligota (1920–1945)
Gmina jednostkowa Ligota istniała od 28 lipca 1920 do 30 listopada 1945 w woj. śląskim (powiat bielski). 1 grudnia 1945 została włączona do nowo utworzonej gminy zbiorowej Zabrzeg.
W 1928 roku naczelnikiem gminy był Jan Hess, odznaczony Srebrnym Krzyżem Zasługi za „zasługi w pracy narodowej, społecznej i samorządowej”.

## W gminie Zabrzeg (1945–1954)
W rozporządzeniu z 1950 roku mowa jest o wymianie części obszarów między gminą Ligota a gminą Czechowice: przeniesieniu osiedla Podkępie (57,7275 ha) z gminy Ligota do  gminy Czechowice oraz przeniesieniu obszaru o powierzchni 23,3283 ha z gminy Czechowice do  gminy Ligota.
Użycie sformułowania gmina w tym kontekście jest niefortunne ponieważ nawiązuje do obszarów przedwojennych gmin jednostkowych, a nie obowiązujących gmin zbiorowych (Ligota należała do gminy Zabrzeg a Czechowice do gminy Czechowice-Dziedzice). Wszystkie powojenne wykazy jednostek administracyjnych to potwierdzają.

## Gmina zbiorowa Ligota (1973–1977)
Gminę zbiorową Ligota utworzono 1 stycznia 1973  w powiecie bielskim w woj. katowickim w związku z reformą gminną. W jej skład weszły sołectwa Bronów, Ligota i Zabrzeg, a więc identyczny skład co gmina Zabrzeg w latach 1945–1954
1 czerwca 1975 jednostka weszła w skład nowo utworzonego (mniejszego) woj. katowickiego. 
1 lutego 1977 gmina została zniesiona, a z jej obszaru oraz ze znoszonej gminy Bestwina utworzono nową gminę Czechowice-Dziedzice z siedzibą gminnych organów władzy i administracji państwowej w Czechowicach-Dziedzicach. Samo miasto Czechowice-Dziedzice nie wchodziło w skład gminy, stanowiąc odrębną gminę miejską.
1 października 1982 z gminy Czechowice-Dziedzice wyłączono sołectwa Bestwina, Bestwinka, Janowice i Kaniów, reaktywując tym samym zniesioną prawie sześć lat wcześniej gminę Bestwina. Po tej korekcie, obszar gminy Czechowice-Dziedzice stał się praktycznie tożsamy z obszarem gminy Zabrzeg z lat 1945–1950 czy gminy Ligota z lat 1973–1977. 1 stycznia 1992 wiejską gminę Czechowice-Dziedzice połączono z miastem Czechowice-Dziedzice, tworząc współczesną miejsko-wiejską gminę Czechowice-Dziedzice.